# Damallsvenskan
De Allsvenskan is de hoogste voetbaldivisie in Zweden. De naam wordt voor zowel de mannencompetitie als de vrouwencompetitie gebruikt, om aan te duiden dat het de vrouwencompetitie betreft wordt deze competitie Damallsvenskan genoemd (dam- = dames-).
De competitie voor mannen ging in het seizoen 1924/25 van start, de vrouwencompetitie startte in 1988. Vanaf 1931 is de winnaar van de competitie tevens de landskampioen.
Het voetbalseizoen van de Allsvenskan begint sinds 1959 in het voorjaar en eindigt in de herfst. Dit heeft te maken met het koude klimaat van Zweden. Regelmatig keert de discussie terug om de werkwijze van de meeste Europese landen, waar het seizoen begint in de nazomer en eindigt in het voorjaar, weer over te nemen.

## Vrouwencompetitie
Van 1973 tot en met 1987 werd het landskampioenschap beslist in de SM-slutspel (Svenska Mästerskapet) waaraan de hoogst geëindigde clubs van de Division 1, die afwisselend uit twee (Norra- en Södraserien) of drie (Norra-, Mellersta- en Södraserien) groepen bestond, aan deelnamen.
In 1988 werd er een nationale competitie gestart, die net als de hoogste divisie bij de mannen, de Allsvenskan werd genoemd. Aan de competitie nemen vanaf het begin twaalf clubs deel. Tot 1992 werd het kampioenschap ook hier beslist in de SM-slutspel, alsmede in 1998 en 1999. De andere jaren was de nummer één van de reguliere competitie landskampioen.
Afhankelijk van het aantal groepen in de Division 1 degradeerden twee (1988-1994, 2002-2009) of drie clubs (1995-2001) en promoveerde de kampioen van elke groep. Vanaf 2013 is de Elitettan het tweede niveau en degraderen de twee laagst geklasseerde teams.
Vanaf de start van de UEFA Women's Champions League in 2001/02 neemt de Zweeds kampioen hieraan deel, vanaf 2009/10 is dit de UEFA Women's Champions League waaraan ook de nummer twee mag deelnemen, omdat Zweden een van de acht sterkste landen is.
Vanaf 2022 spelen er veertien clubs in de Damallsvenskan.

## Historisch overzicht
- Met tussen haakjes het aantal behaalde landstitels.

| seizoen        | winnaar                     | duels      | goals      | gem.       |
| Division 1     | Division 1                  | Division 1 | Division 1 | Division 1 |
| -------------- | --------------------------- | ---------- | ---------- | ---------- |
| 1973           | Öxabäck IF (1)              |            |            |            |
| 1974           | Jitex BK (1)                |            |            |            |
| 1975           | Öxabäck IF (2)              |            |            |            |
| 1976           | Jitex BK (2)                |            |            |            |
| 1977           | Jakobsbergs GoIF (1)        |            |            |            |
| 1978           | Öxabäck IF (3)              |            |            |            |
| 1979           | Jitex BK (3)                |            |            |            |
| 1980           | Sunnanå SK (1)              |            |            |            |
| 1981           | Jitex BK (4)                |            |            |            |
| 1982           | Sunnanå SK (2)              |            |            |            |
| 1983           | Öxabäck IF (4)              |            |            |            |
| 1984           | Jitex BK (5)                |            |            |            |
| 1985           | Hammarby IF (1)             |            |            |            |
| 1986           | Malmö FF (1)                |            |            |            |
| 1987           | Öxabäck IF (5)              |            |            |            |
| Damallsvenskan |                             |            |            |            |
| 1988           | Öxabäck IF (6)              |            |            |            |
| 1989           | Jitex BK (6)                |            |            |            |
| 1990           | Malmö FF (2)                |            |            |            |
| 1991           | Malmö FF (3)                |            |            |            |
| 1992           | Gideonsbergs IF (1)         |            |            |            |
| 1993           | Malmö FF (4)                |            |            |            |
| 1994           | Malmö FF (5)                |            |            |            |
| 1995           | Älvsjö AIK (1)              |            |            |            |
| 1996           | Älvsjö AIK (2)              |            |            |            |
| 1997           | Älvsjö AIK (3)              |            |            |            |
| 1998           | Älvsjö AIK (4)              |            |            |            |
| 1999           | Älvsjö AIK (5)              |            |            |            |
| 2000           | Umeå IK (1)                 |            |            |            |
| 2001           | Umeå IK (2)                 |            |            |            |
| 2002           | Umeå IK (3)                 |            |            |            |
| 2003           | Djurgården/Älvsjö AB (1)    | 132        | 524        | 3,97       |
| 2004           | Djurgården/Älvsjö AB (2)    | 132        | 482        | 3,65       |
| 2005           | Umeå IK (4)                 | 132        | 466        | 3,53       |
| 2006           | Umeå IK (5)                 | 132        | 422        | 3,20       |
| 2007           | Umeå IK (6)                 | 132        | 443        | 3,36       |
| 2008           | Umeå IK (7)                 | 132        | 446        | 3,38       |
| 2009           | Linköpings FC (1)           | 132        | 439        | 3,33       |
| 2010           | LdB FC Malmö (6)            | 132        | 405        | 3,07       |
| 2011           | LdB FC Malmö (7)            | 132        | 394        | 2,98       |
| 2012           | Tyresö FF (1)               | 132        | 452        | 3,42       |
| 2013           | LdB FC Malmö (8)            | 132        | 426        | 3,23       |
| 2014           | FC Rosengård (9)            | 110        | 330        | 3,00       |
| 2015           | FC Rosengård (10)           | 132        | 394        | 2,98       |
| 2016           | Linköpings FC (2)           | 132        | 404        | 3,06       |
| 2017           | Linköpings FC (3)           |            |            |            |
| 2018           | Piteå IF (1)                |            |            |            |
| 2019           | FC Rosengård (11)           |            |            |            |
| 2020           | Kopparbergs/Göteborg FC (1) |            |            |            |
| 2021           | FC Rosengård (12)           |            |            |            |

AIK ·
Brommapojkarna ·
Djurgårdens IF ·
Eskilstuna United DFF ·
Hammarby IF ·
BK Häcken ·
Linköpings FC ·
IFK Kalmar ·
Kristianstads DFF ·
KIF Örebro ·
Piteå IF ·
FC Rosengård ·
Umeå IK ·
Vittsjö GIK